# Gabriel Gauchat
Gabriel Gauchat (Louhans, Borgoña; 1709-1799) fue un jesuita y teólogo apologista francés. Fue doctor en teología, abad arrendatario de San Juan de Falaise, de la orden premonstratense y prior de San Andrés.
Durante algún tiempo formó parte de la sociedad de presbíteros de misiones extranjeras y se dedicó a escribir contra los incrédulos manejando muy bien la sátira; aunque un poco difusos, sus escritos los hacía con facilidad y elegancia. Gauchat fue un formidable antagonista de los escritores protestantes, particularmente con su obra Le philosophie de Valais, y los calvinistas combatieron su talento con desprecio. En palabras de Francisco María de Silva: «El abate Gauchat tiene una pluma fina y sólida en sus obras contra los incrédulos, y la maneja con primor, sabiendo descartar cierto aparato de teología escolástica que desanima, cansa y aleja la atención del lector».

## Obras
- Noticia de los cristianos y hebreos, tres tomos, 1754.
- Cartas críticas o análisis y refutación de varios escritos contrarios a la religión, 19 vols, en 12º, 1754-1763.
- Ejercicio espiritual, 1755 en 12º.
- El Paraguay: conversación moral, 1756.
- Catecismo del libro del espíritu
- Compilación de la piedad sacada de la Sagrada Escritura, 3 vols.
- El Templo de la Verdad
- Armonía general del cristianismo y la razón, 1766, 4 vols. en 12º.
- Extracto de la moral de Saurin, 2 vols. en 12º.
- La filosofía moderna analizada en sus principios
- El filósofo de Valais